# Niger (rzeka)

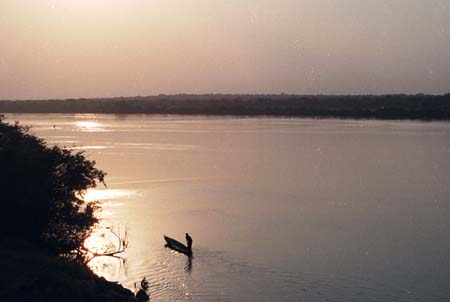
Niger w północno-wschodniej Gwinei

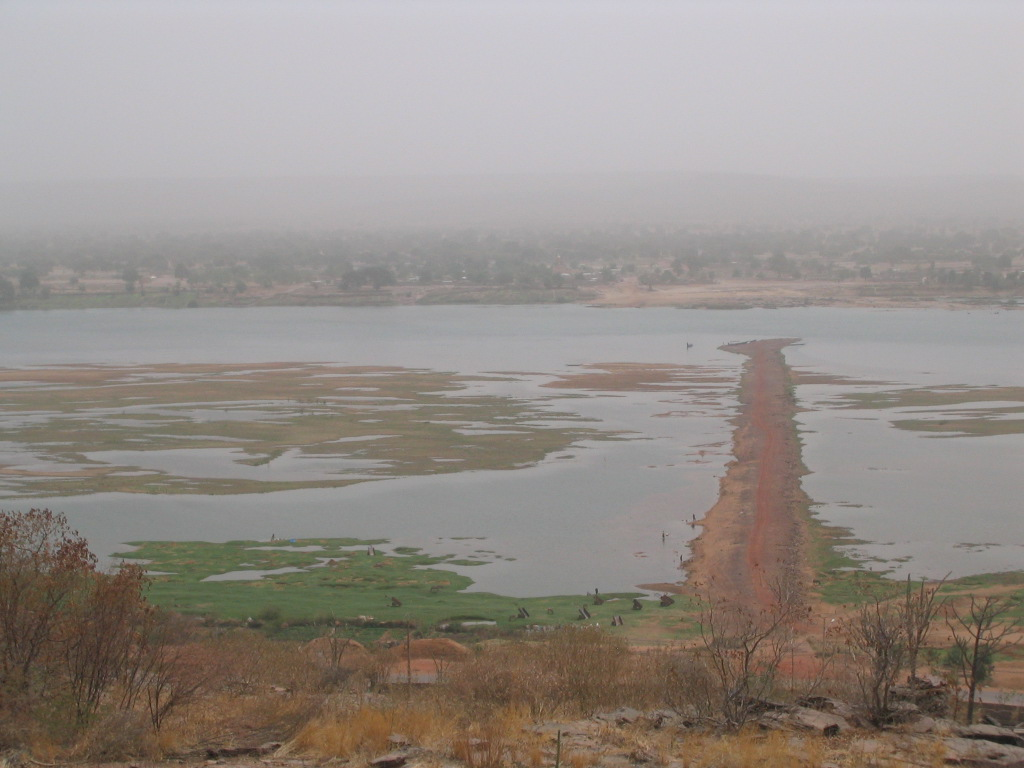
Niger w okolicach Koulikoro (Mali)

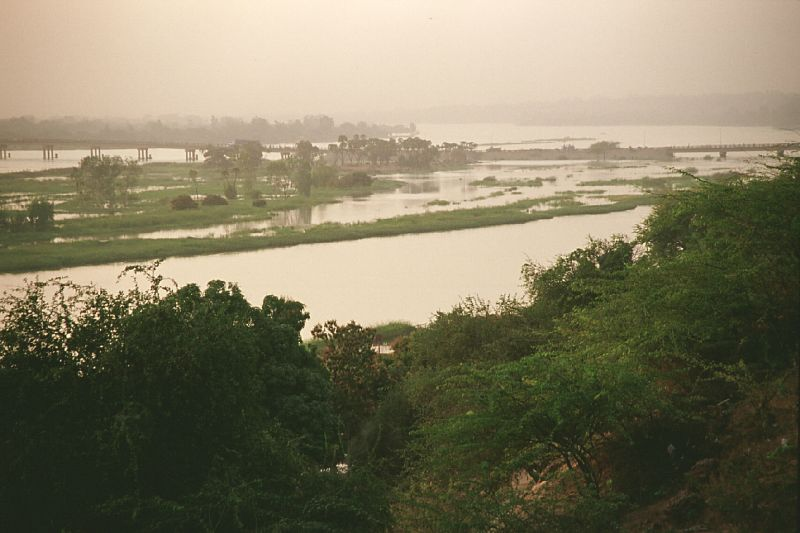
Niger w okolicach Niameyu (Niger)

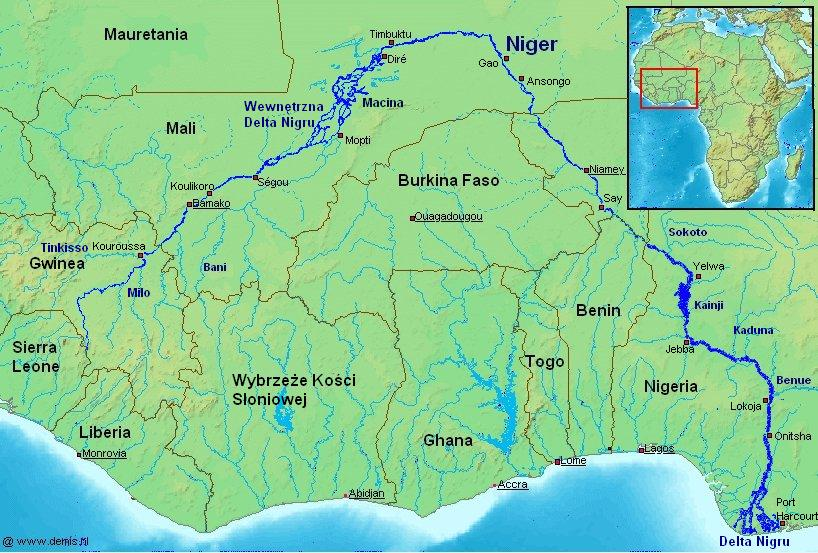
Rzeka Niger, jej dopływy i ważniejsze miasta nad jej brzegiem

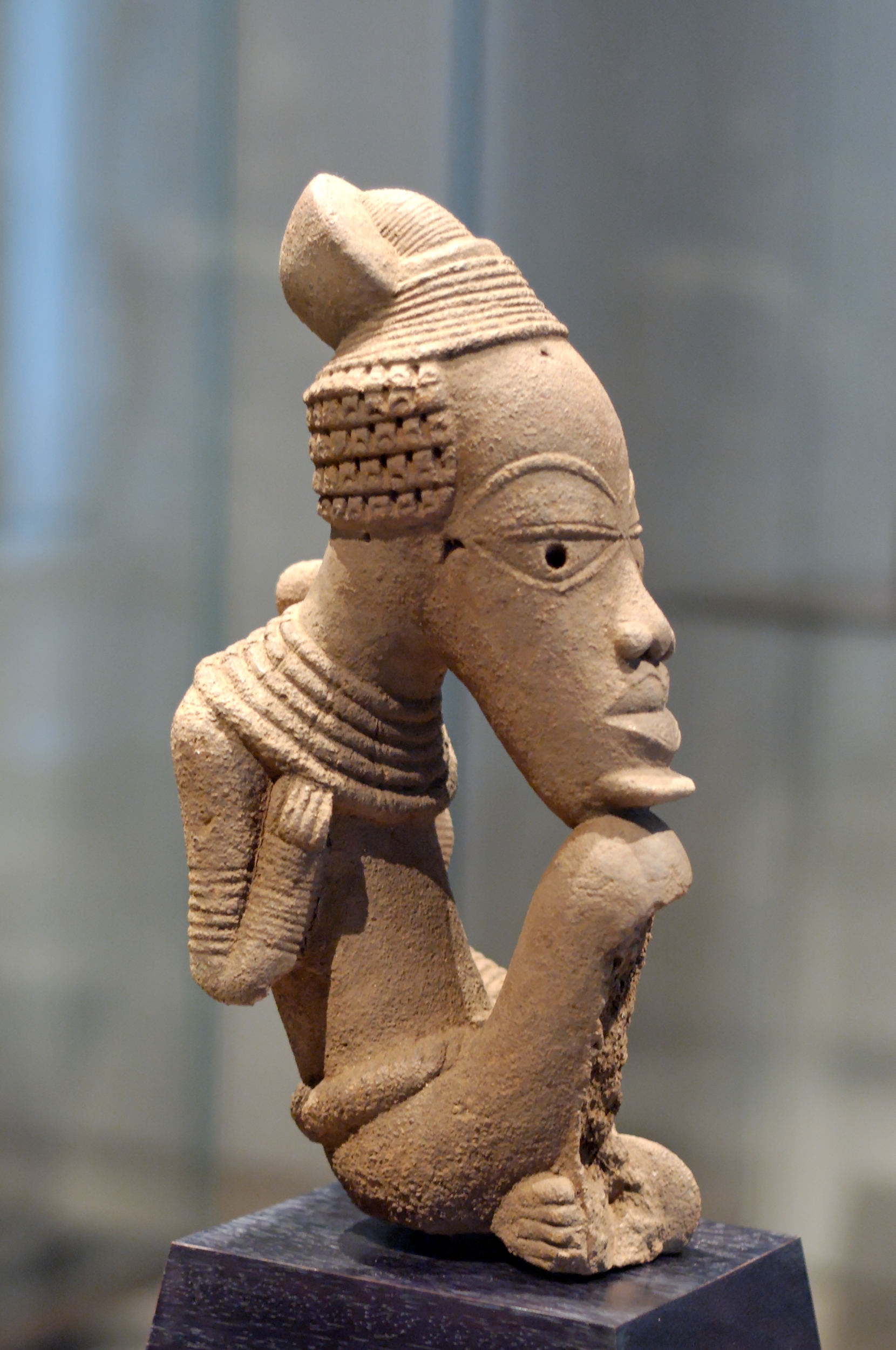
Terakotowa figurka z okresu kultury Nok

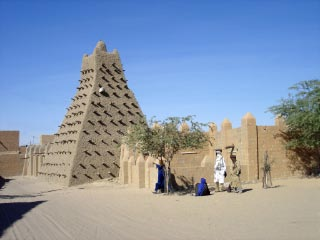
Meczet Sankore w Timbuktu

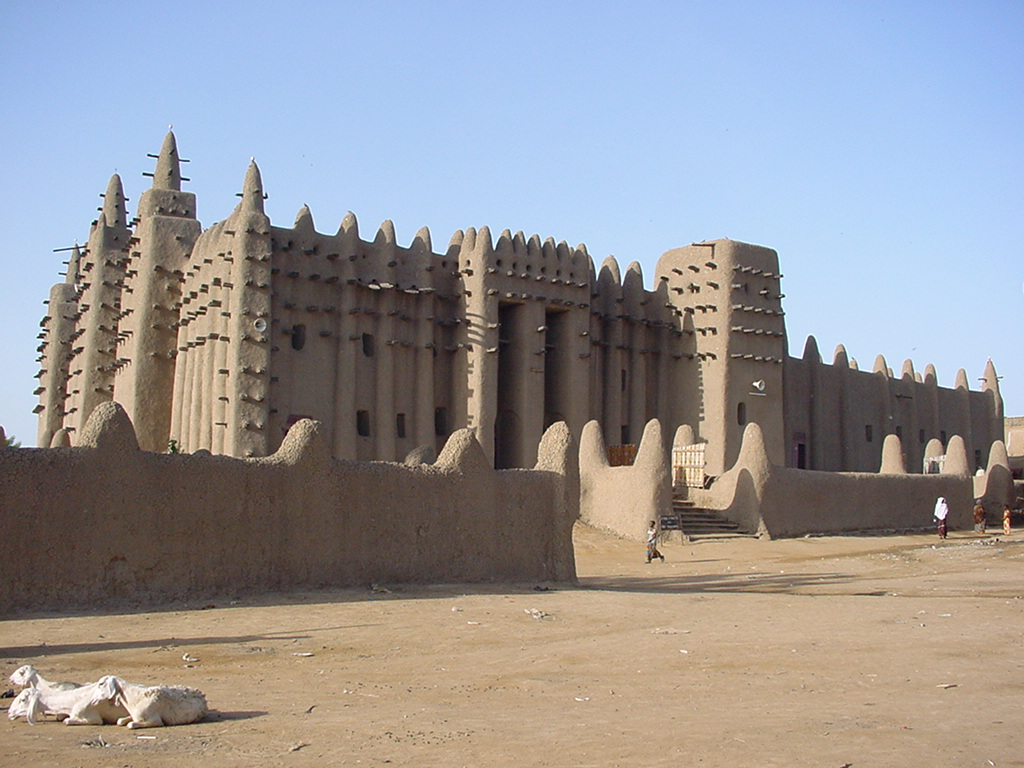
Wielki Meczet w Dżenne

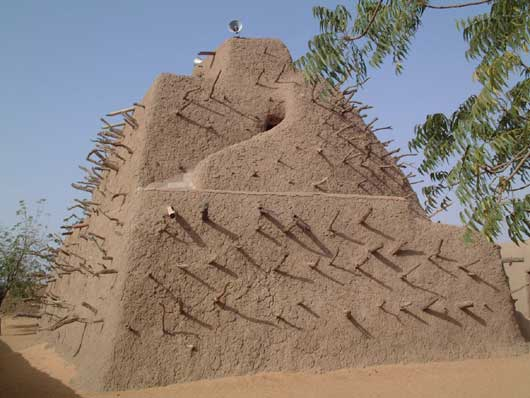
Grobowiec Askii w Gao – miejsce pochówku pierwszego władcy Songhaj

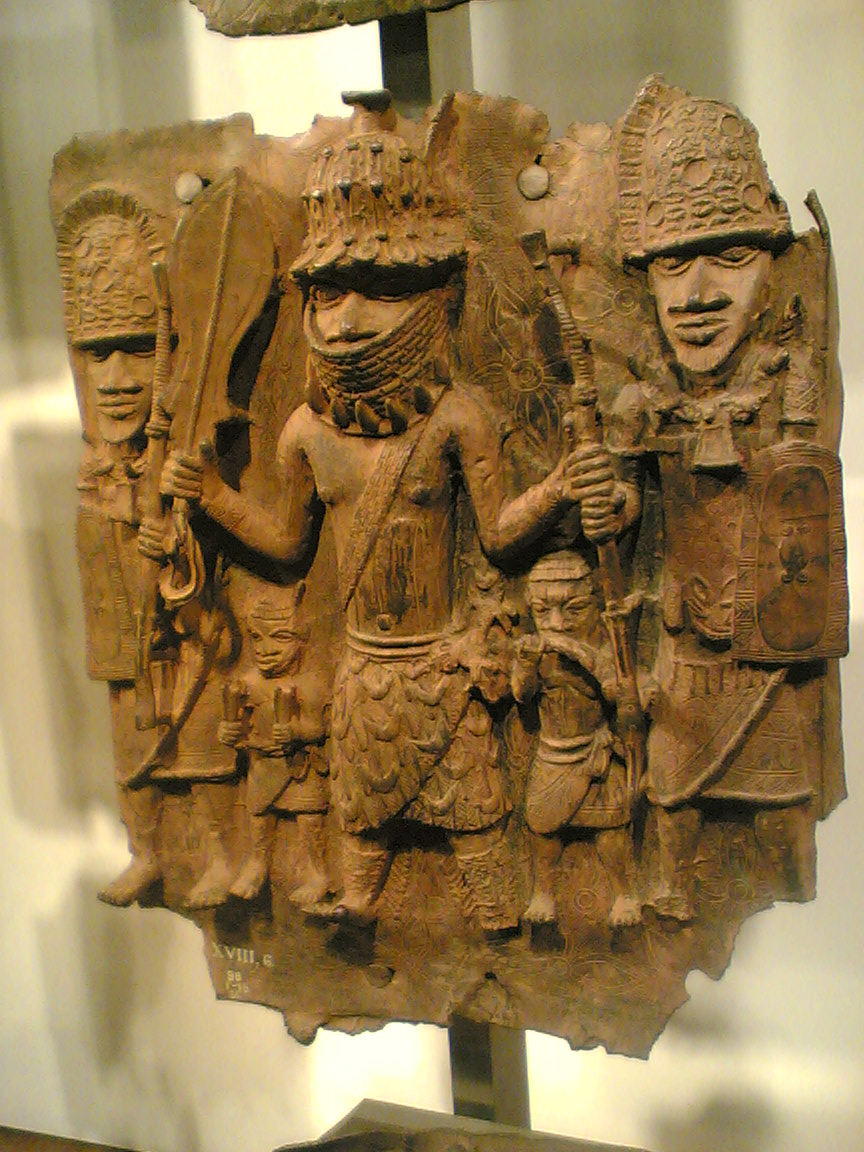
Brązy z Beninu

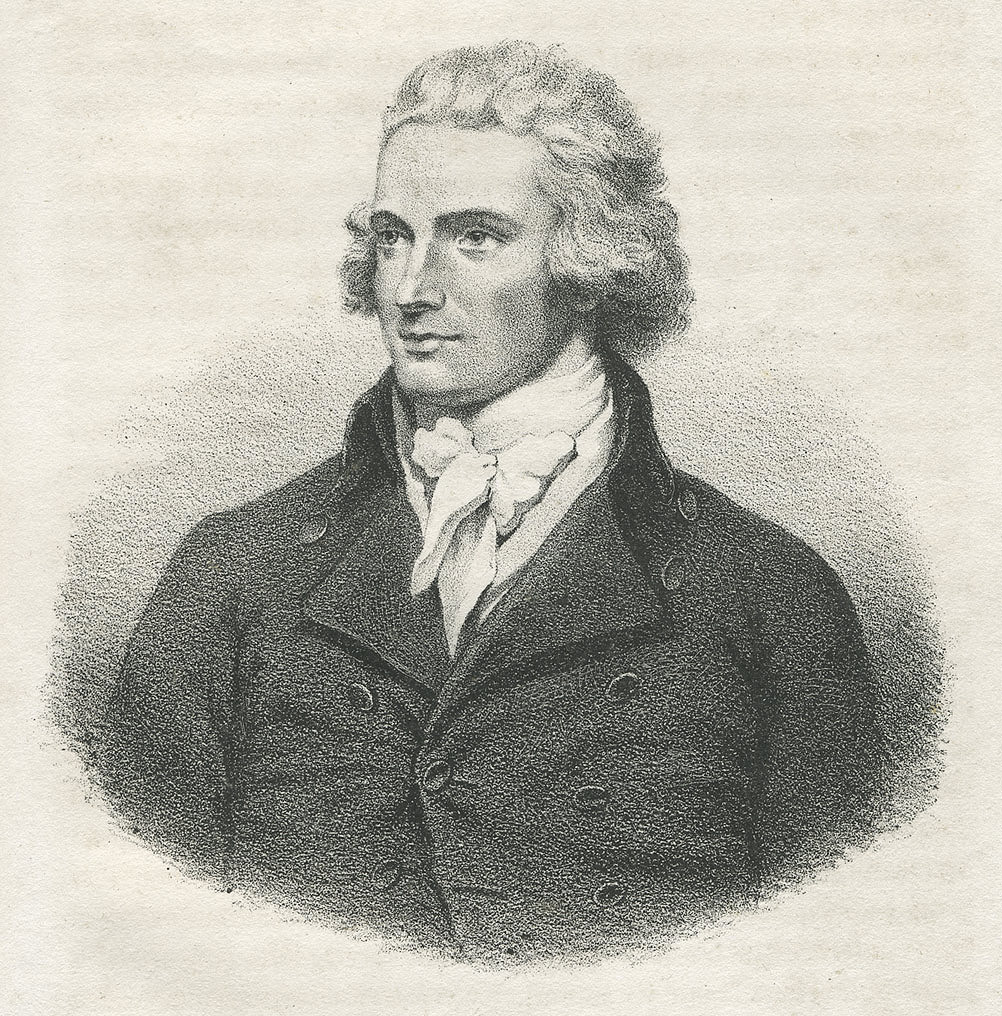
Mungo Park – najsłynniejszy europejski badacz Nigru

Niger – trzecia pod względem długości i powierzchni dorzecza rzeka Afryki (po Nilu i Kongo). Od rzeki swoje nazwy wzięły państwa Niger oraz Nigeria. Jest najważniejszą rzeką Afryki Zachodniej, jej długość wynosi 4221 km, a powierzchnia dorzecza ok. 2 117 700 km². Płynie na terytorium Gwinei, Mali, Nigru, Beninu i Nigerii.

## Etymologia nazwy
Pochodzenie nazwy Niger nie zostało ostatecznie wyjaśnione. Często przyjmuje się, że pochodzi ona od łacińskiego słowa niger („czarny”), ale nie ma na to dowodów. Ponadto portugalscy odkrywcy nadaliby rzece raczej nazwę we własnym języku – negro, tak jak wszędzie indziej na świecie (zob. np. Rio Negro). Dodatkowo Niger nie jest rzeką o czarnych wodach. Niektórzy wskazują na fakt, że nazwa Nigru może się odnosić do koloru skóry ludów mieszkających nad jego brzegami, ale żadna inna rzeka w Afryce nie otrzymała takiej nazwy. Nazwa ta pochodzi więc najprawdopodobniej z któregoś z miejscowych języków, jednak wśród 30 języków używanych nad brzegami rzeki nie znaleziono przekonującego źródłosłowu. Jedna z zaproponowanych hipotez głosi, że nazwa pochodzi od tuareskiej frazy gher n gheren – „rzeka rzek” (co skracane jest do ngher), spotykanej w środkowym biegu Nigru w okolicach Timbuktu.
Ludy żyjące nad Nigrem używają wielu różnych nazw, jak np. Jeliba w języku bambara, Isa Ber („duża rzeka”) w językach songhaj czy Kworra w niektórych miejscowych językach Nigerii.

## Bieg Nigru
Bieg Nigru dzieli się na trzy części, silnie zróżnicowane geograficznie. Pierwszy odcinek rozpoczyna się u źródeł rzeki na wschodnich stokach pasma Loma w bagnistych zaroślach u stóp góry Sougoula w południowej Gwinei przy granicy ze Sierra Leone. Początkowo jest to niewielki strumień nazywany Tembico – „Rzeka Lian”, który następnie zmienia nazwę na Niger (dawniej wydzielano jeszcze w polskim nazewnictwie odcinek o nazwie Dżoliba). Rzeka płynie w Gwinei przez wilgotny las równikowy, często tworzący zacieniony korytarz (las galeriowy). Na tym odcinku rzeka płynie na północny wschód, a jej wody zasilane są wieloma innymi, mniejszymi potokami. W środkowej Gwinei rzeka nosi już nazwę Niger, a jej pierwszymi ważniejszymi dopływami są rzeki Milo i Tinkisso. Na odcinku od miasta Kouroussa aż do malijskiej stolicy Bamako, kiedy to Niger opuszcza tropikalne lasy i wpływa w obszar Sudanu, jego wody są żeglowne. Pływają tędy zarówno małe rybackie łodzie, jak i niewielkie parowce przewożące produkty rolne. Odbywa się tu także ruch pasażerski.
Za Bamako wody Nigru natrafiają na skały Sotouba. Często występują tu bystrza, które uniemożliwiają żeglugę na odcinku aż do miasta Koulikoro. Przez następne 1600 kilometrów Niger jest jednak znowu żeglowny. Za miastem Ségou wpływa na szeroką równinę Macina i rozdziela się tam na labirynt mniejszych rzek, zwanych wewnętrzną deltą Nigru. W okresie pory deszczowej wody tych rzek wzbierają i teren ten jest zalewany – strumienie łączą się w jedną wielką rzekę o szerokości nawet do 150 kilometrów. Obszar ten był niegdyś wewnętrznym morzem, do którego uchodził Niger oraz rzeka Bani, będąca obecnie jego prawym dopływem o ujściu w okolicach miasta Mopti. Z czasem, kiedy wody morza podniosły się na tyle, że znalazły ujście, rzeki te połączyły się z inną rzeką, która stanowi obecnie dalszy odcinek Nigru.
Za obszarem zalewowym Macina, począwszy od miasta Bamba rozpoczyna się drugi odcinek biegu rzeki. Wody Nigru płyną tu szerokim łukiem po bardziej spadzistym terenie i – zostawiwszy w tyle miasto Timbuktu – kierują się na wschód ku przełęczy Taoussa w obszarze Sahary. Rzeka ma tu ledwie 100 metrów szerokości i drąży sobie drogę wśród kwarcytowych skał. Na tym pustynnym odcinku wód Nigru nie zasila żaden dopływ. Rzeka kieruje się dalej na południowy wschód, przepływając przez miasta Gao i Ansongo. Kończy się tu żeglowny odcinek i znowu zaczynają się liczne bystrza, ciągnące się aż do miasta Say w państwie Niger. Wody rzeki opuszczają tu pustynię i wpływają ponownie w obszar Sudanu. Na tym terenie nad rzeką położona jest nigerska stolica Niamey. Niger płynie dalej wzdłuż granicy z Beninem, po czym wkracza w obszar Nigerii.
Na terenie między miastami Yelwa i Jebba Niger napotyka granitowe skały na obrzeżach płaskowyżu afrykańskiego. Tworzą się tu bystrza i progi, a zróżnicowanie poziomu wód na tym dwustukilometrowym odcinku sięga 13 do 15 metrów, co uniemożliwia żeglugę. Na tym odcinku zbudowano też tamę na Nigrze, w wyniku czego powstało jezioro zaporowe Kainji. Dalej na południe, w dolnym biegu rzeki, rozpoczyna się już teren wilgotnych lasów równikowych. Za miastem Lokoja rzeka płynie już powoli i tworzy ogromną masę wody o głębokości dwudziestu, a w czasie pory deszczowej nawet trzydziestu metrów. Do Nigru wpada tu też jego lewy dopływ Benue, niosący zasoby wodne porównywalne z samym Nigrem.
Około 450 kilometrów na północ od ujścia do Zatoki Gwinejskiej rozpoczyna się szeroka delta Nigru o powierzchni 25 000 km². Niger nanosi tu materiał osadowy i obszar ten stale się powiększa. Jest to rozległy teren bagien, poprzecinanych odnogami rzeki i obrosłych lasami namorzynowymi. Niektóre odnogi Nigru są jednak żeglowne i pływają tędy łodzie wyładowane towarami z Port Harcourt i innych portów na wybrzeżu.

## Główne dopływy
- Milo (prawy)
- Tinkisso (lewy)
- Bani (prawy)
- Sokoto (lewy)
- Benue (lewy)
- Kebbi
- Kaduna (lewy)

## Ważniejsze miasta nad Nigrem
- Kouroussa
- Bamako
- Ségou
- Mopti
- Timbuktu
- Kabara
- Gao
- Niamey
- Onitsha
- Port Harcourt

## Historia
Niger znany był europejskiej cywilizacji już w starożytności z relacji przemierzających pustynię kupców. Rzeka wzmiankowana jest przez Herodota w jego Dziejach. Na obszarze dzisiejszej Nigerii istniały wtedy afrykańskie królestwa. Do najstarszych zalicza się kultura Nok z terenów zbiegu Nigru i Benue w dzisiejszej środkowej Nigerii. Kultura ta kwitła przypuszczalnie między początkiem IX wieku p.n.e. a końcem II wieku n.e. W toku wykopalisk archeologicznych prowadzonych na tych terenach odkryto duże ilości ceramiki, wyroby z gładzonego kamienia i z żelaza oraz charakterystyczne figurki terakotowe (postacie ludzkie o cechach negroidalnych oraz figurki zwierzęce). Uważa się, że kultura ta miała wpływ na sztukę późniejszych królestw Jorubów, zwłaszcza Ife i Beninu.
Prawdopodobnie już w V wieku p.n.e. następowała wymiana handlowa między ludami zamieszkującymi dorzecze Nigru a Kartagińczykami na dalekiej północy kontynentu. Pustynię pokonywano w karawanach, a głównymi towarami były skóry, pióra, kość słoniowa i złoto. Kartagiński żeglarz Hannon podjął nawet wyprawę morską na południe wzdłuż zachodnich wybrzeży Afryki i według niektórych interpretacji dotarł aż do terenów dzisiejszego Kamerunu, a to oznaczałoby, że przepłynął obok ujścia Nigru (według innych interpretacji dotarł on jednak tylko do Sierra Leone). Kartagińczyk przyniósł z podróży bogate towary.
W średniowieczu nad brzegami Nigru kwitło kilka afrykańskich cywilizacji. Jedną z pierwszych było Imperium Ghany, istniejące na obszarach środkowego biegu Nigru i sięgające na północ aż na tereny dzisiejszej Mauretanii, gdzie założono stolicę imperium Kumbi Salih. Prawdopodobnie za czasów Imperium Ghany nad samym Nigrem powstało też legendarne Timbuktu, usytuowane na północnym zakolu rzeki na skrzyżowaniu szlaków handlowych. Szczyt potęgi Ghany nastąpił w XI wieku, lecz wkrótce potem stolica imperium została zdobyta przez marokańską dynastię Almorawidów, co przyczyniło się do upadku królestwa.
Kolejnym imperium, jakie rozkwitło w dorzeczu Nigru, było Imperium Mali. Stolicą było wówczas Timbuktu, jednak istotną rolę jako ośrodek handlowy w dorzeczu Nigru odgrywało także miasto Dżenne, położone dalej na zachód, na równinie Macina. Miasto to dzięki swojemu strategicznemu położeniu na wyspie na rzece Bani długo opierało się jednak wpływom Mali i funkcjonowało jako niezależne miasto-państwo. Samo Imperium Mali rozciągało się natomiast daleko na zachód aż na tereny dzisiejszego Senegalu nad Oceanem Atlantyckim. Głównym źródłem dochodu był wówczas handel złotem. W XIV wieku imperium rozpadło się jednak przede wszystkim wskutek konfliktów dynastycznych. W stolicy kraju szybko dochodziło do zmian władców, w wyniku czego królowie ci szybko stracili kontrolę nad całością państwa. W czasie swojego istnienia malijskie imperium przyczyniło się jednak do rozprzestrzenienia cywilizacji i kultury po obszarze zachodniego Sahelu i Sudanu. Rozprzestrzenił się wówczas także charakterystyczny dla Imperium Mali styl architektoniczny – domy budowane z gliny lub cegły suszonej, typowymi przykładami są tu meczety w Dżenne i Timbuktu, jednak styl ten spotykany jest także bardziej na południe, na terenach współczesnego Burkina Faso (np. Wielki Meczet w Bobo-Dioulasso) oraz Wybrzeża Kości Słoniowej (np. Wielki meczet w Kongu).
Spadkobiercą tej kultury było do pewnego stopnia państwo Songhaj, przez kilka wieków istniejące równocześnie z Mali i jemu podległe. Po upadku malijskiego imperium Songhajowie rozprzestrzenili się na przełomie XV i XVI wieku daleko na zachód od swojej stolicy w Gao i zajęli obszary środkowego biegu Nigru, w tym miasto Timbuktu, opanowane przejściowo przez Tuaregów oraz Dżenne będące w rękach ludu Malinke. Ich wpływy sięgały także na wschód aż do miasta Agadez oraz daleko na północ w głąb Sahary. Imperium Songhaj słynęło z bogactw, a dwór władcy składał się wielu wyższych urzędników, eunuchów, katów, błaznów, uznanych muzyków, historyków i kuglarzy. Kres potęgi Songhajów nastąpił dopiero w wyniku wojen z sułtanatem Maroka pod koniec XVI wieku. Sułtan Ahmad I al-Mansur z dynastii Saadytów doszczętnie rozbił wojska Songhajów w 1590 roku i ostatecznie złamał potęgę ich państwa. W kolejnych wiekach, aż do przybycia europejskich potęg kolonialnych w środkowym biegu Nigru istniało kilka mniejszych królestw, m.in. państwa ludu Bambara, Tukulerów i Fulan.
W dolnym biegu Nigru, na terenach obecnej Nigerii, od połowy XV wieku rozwijały się natomiast królestwa Jorubów, z którego najbardziej znanym jest królestwo Benin (inne królestwa to Ife, Nupe i Ojo). Benin słynął z kunsztownych wyrobów artystycznych – figurek i posążków odlewanych lub rytych w mosiądzu, umownie zwanych Brązami z Beninu. Benińscy rzemieślnicy wyrabiali też przedmioty z drewna i kości słoniowej, cechujące się wysoką ekspresją i walorami artystycznymi, świadczącymi o wysokim stopniu rozwoju cywilizacji. Z tego też powodu Benin nazywano Czarną Grecją. Uważa się, że Jorubowie byli spadkobiercami wspomnianej wcześniej starożytnej kultury Nok.
W XIX wieku Benin zaczął jednak chylić się ku upadkowi, prawdopodobnie w wyniku handlu niewolnikami, który doprowadził do wyprzedania w niewolę najlepszych benińskich artystów. Ostateczny cios królestwu położyła jednak w 1897 roku karna ekspedycja Brytyjczyków pod wodzą admirała Harry’ego Rawsona. Doszczętnie złupił i zniszczył on stolicę królestwa – Wielki Benin (dzisiaj miasto Benin).
Pierwsze badania dorzecza Nigru sięgają jednak znacznie wcześniej, bo przełomu XVIII i XIX wieku. Już w 1795 roku szkocki lekarz Mungo Park podjął swoją pierwszą wyprawę do Afryki. Popłynął wtedy w górę rzeki Senegal w poszukiwaniu źródeł Nigru (sądzono wówczas, że rzeki Gambia, Senegal i Niger mają wspólne źródło). Po licznych przygodach, ucieczkach przed wojownikami tubylczych plemion i fanatycznymi muzułmanami Mungo Park dotarł w końcu do górnego Nigru, same źródła odkryli dopiero w 1879 roku Francuz Marius Moustier i Szwajcar Josua Zweifel. Mungo Park został natomiast pojmany przez jednego z afrykańskich władców. Udało mu się uciec z niewoli i wrócić do Europy, jednak już w 1805 roku podjął kolejną wyprawę. Początkowo towarzyszyło mu kilkudziesięciu ludzi z Gambii, jednak wkrótce w wyniku chorób zostało ich już tylko kilkunastu. Mungo Park popłynął wraz z nimi zbudowaną przez nich szalupą w dół rzeki. Minęli Timbuktu i wielki łuk Nigru i skierowali się w stronę terenów dzisiejszej Nigerii. Napotkali tam jednak wrogie plemiona i gdy zaatakowana szalupa zaczęła tonąć na bystrzach w pobliżu Bussa, musieli ratować się ucieczką. Mungo Park zginął wówczas tragicznie w odmętach Nigru. Przetrwała tylko część jego dzienników, które sam wysłał w trakcie wyprawy do Londynu.
Jednym z pierwszych Europejczyków, o którym wiadomo, że podróżował po obszarach górnego i środkowego Nigru był także francuski podróżnik René Caillé. W przebraniu egipskiego niewolnika, nauczywszy się wcześniej arabskiego, przewędrował on pieszo wraz z karawaną kupców od terenów Senegalu wzdłuż Nigru aż do Timbuktu. Dotarł tam w 1828 roku, wycieńczony i chory, nie zdradził jednak swojej tożsamości. Dzięki temu udało mu się jako jednemu z pierwszych zwiedzić to legendarne miasto, niedostępne wówczas dla niemuzułmanów. Wcześniej dokonał tego tylko Anglik Alexander Gordon Laing w 1826 roku, który jednak przypłacił to życiem. Caillé przedostał się natomiast jeszcze z Timbuktu do Maroka i zwiedził tamtejsze zakazane miasta. Wkrótce potem zmarł jednak z powodu trudów długiej wędrówki i chorób, których się nabawił. Swoimi podróżami zdobył jednak uznanie Towarzystwa Geograficznego. Był pierwszym Europejczykiem, który przemierzył wnętrze Afryki Zachodniej od Gwinei po Morze Śródziemne.
W czasach kolonialnych tereny dorzecza Nigru podzielone zostały między dwie europejskie potęgi: Francję w ramach Francuskiej Afryki Zachodniej i Wielką Brytanię w ramach Brytyjskiej Afryki Zachodniej. Rozpoczęto wtedy modernizację tych terenów, jednak tylko częściowo zdołano wyniszczyć dawne kultury i zwyczaje. Chociaż nad brzegami Nigru w ciągu ostatnich stu lat wyrosły dwie wielkie metropolie – Bamako i Niamey, a w jego delcie prowadzi się obecnie intensywną eksploatację złóż ropy naftowej, to jednak w wielu regionach wciąż żywe są dawne tradycje i wierzenia. W wielu miastach nad brzegami Nigru życie zmieniło się w ciągu ostatnich stuleci tylko niewiele. Wraz z rozwojem turystyki wśród mieszkających tu ludów budzi się także świadomość ogromnego dziedzictwa kulturowego. Dotyczy to zwłaszcza terytorium Mali, który to kraj przed wojną domową cieszył się dużą popularnością wśród turystów ze względu na ustabilizowaną sytuację polityczną oraz bogactwo zabytków średniowiecznych królestw.

## Znaczenie gospodarcze
Niger od starożytności odgrywał rolę najważniejszego szlaku transportowego w obszarze Afryki Zachodniej. Na jego żeglownych odcinkach, tak w przeszłości, jak i obecnie kursują łodzie wypełnione towarami na handel. Dawniej były to kość słoniowa, złoto i wyroby rzemieślnicze, dziś, oprócz tych ostatnich, także surowce naturalne. Dawniej był to jedyny szlak, dzięki któremu w Afryce Zachodniej mogły rozprzestrzeniać się wpływy kulturowe miejscowych królestw, a także islamu. Niger służy także jako szlak transportu pasażerskiego. W okresie pory deszczowej wiele miast w jego środkowym biegu zostaje odcięta od stałego lądu przez wezbrane wody. Niger jest też najwygodniejszą trasą transportową w obszarze Sahary – na północnym zakolu rzeki.
Od czasów starożytnych wody Nigru nawadniały także okoliczne pola, dzięki czemu mogły rozwinąć się tu ośrodki afrykańskiej cywilizacji. Z tego też powodu obszar nad środkowym Nigrem, a zwłaszcza na równinie Macina, nazywany bywa Afrykańską Mezopotamią. W górnym i środkowym biegu Niger wylewa raz w roku w okresie pory deszczowej (od czerwca do września). W tym czasie rzeka zasilana jest deszczami z dwóch stron – w strefie tropikalnej u źródeł i u ujścia. Wody płynące od źródeł potrzebują kilku miesięcy, żeby dotrzeć do dolnego biegu i kiedy tak się stanie, Niger wylewa tam po raz drugi (w lutym i marcu). Dawniej większa część ogromnych mas wody marnowała się, jednak w XX wieku wdrożono międzynarodowy program Niger River Schema, w ramach którego zbudowano zapory w Sotoubie i Sansandingu w Mali oraz w Kainji w Nigerii. Dzięki nim udało się nawodnić obszary wcześniej za suche pod uprawę i jednocześnie wykorzystać część terenów dawniej całkowicie zalewanych wodą. Wskutek tego rozrosło się między innymi miasto Bamako, które obecnie jest ważnym ośrodkiem handlowym pośrodku pól uprawnych, a jeszcze sto lat temu było niewielką miejscowością. Najważniejsze uprawy na tym terenie to ryż, bawełna i kawa.